# Corneliano d’Alba
Corneliano d’Alba (piemontesisch Cornian) ist eine Gemeinde in der italienischen Provinz Cuneo (CN), Region Piemont.

## Lage und Einwohner
Corneliano d’Alba liegt 60 km nordöstlich von der Provinzhauptstadt Cuneo in der Region Roero, die Rebflächen sind im Wein gleichen Namens zugelassen. Das Gemeindegebiet umfasst eine Fläche von 10,09 km² und hat 2139 Einwohner (Stand 31. Dezember 2023). Zu den Fraktionen (Frazioni) gehören Migliero, Reala, Sioneri, Vaschetti, Vendole und Centanito.
Die Nachbargemeinden sind Alba, Baldissero d’Alba, Guarene, Montaldo Roero, Monticello d’Alba, Piobesi d’Alba, Sommariva Perno und Vezza d’Alba.

## Geschichte

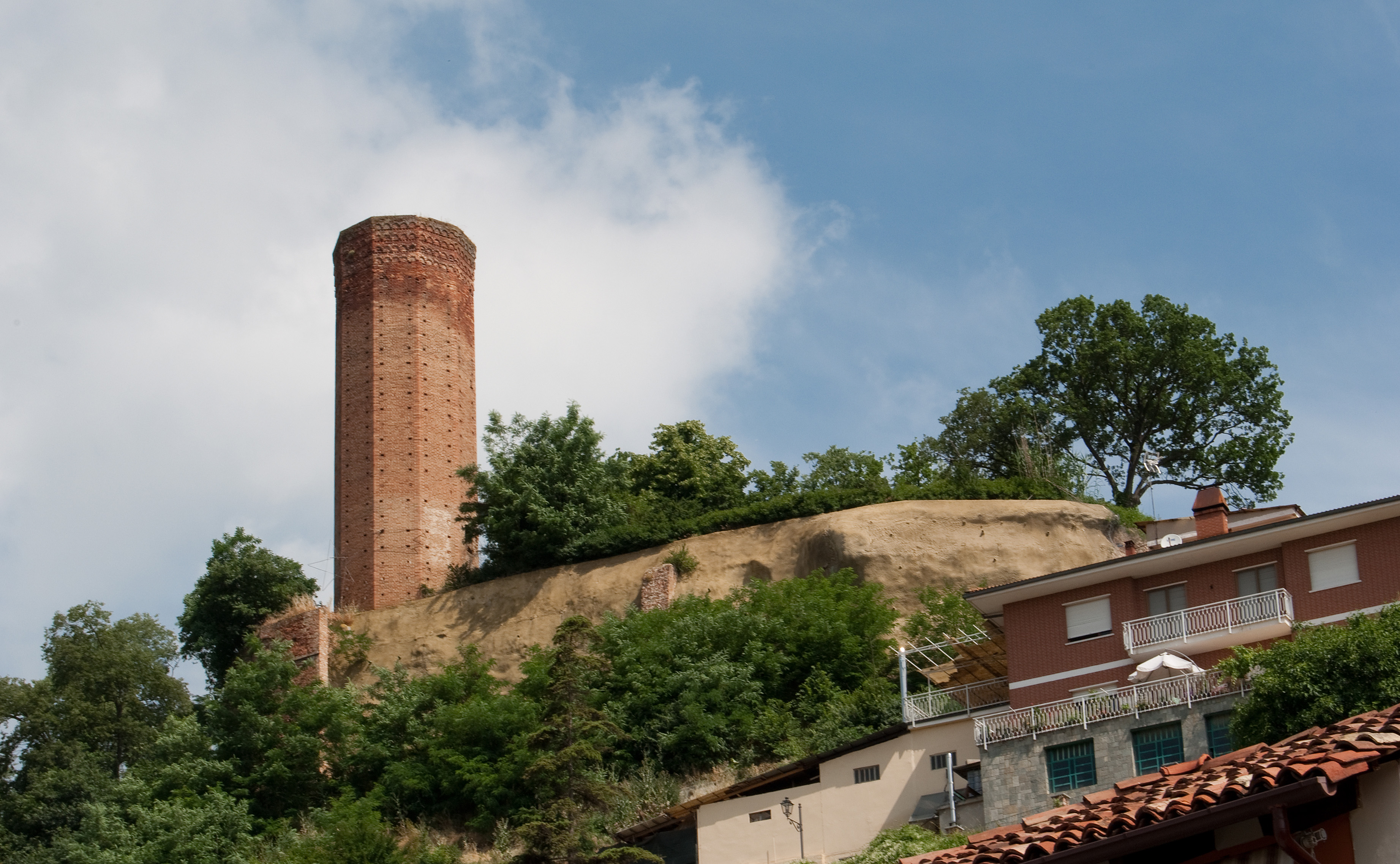
Torre Decagonale

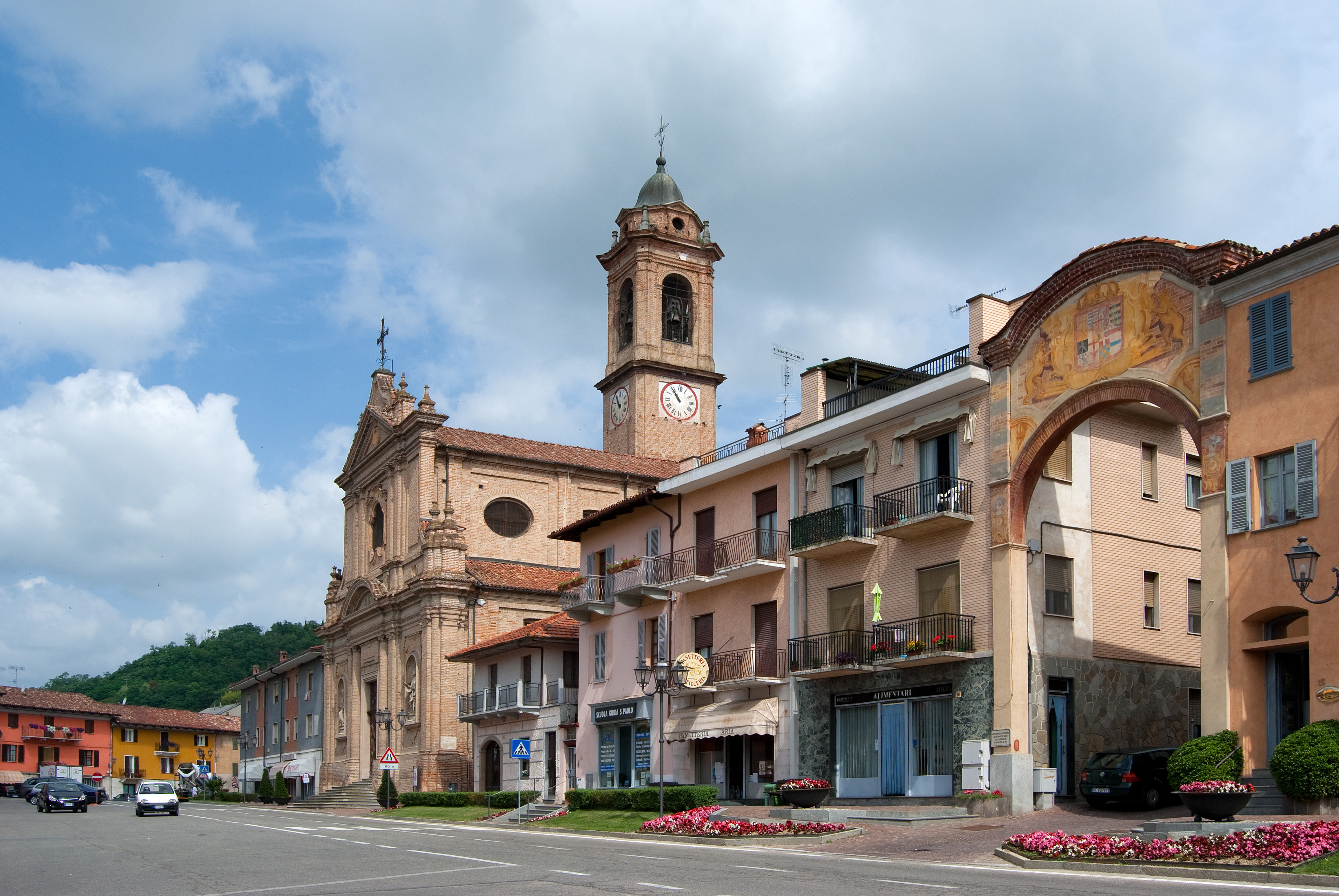
Pfarrkirche Santi Gallo und Nicola im Zentrum

Seine Ursprünge reichen vermutlich bis in die Römerzeit zurück. In einer Urkunde aus der ersten Hälfte des 10. Jahrhunderts als „Cornelianus“ erwähnt, ist es später auch in der Variante „Cornalianus“ bezeugt. Der Ortsname leitet sich vom lateinischen Wort CORNELIUS ab. Die Angabe bezieht sich eindeutig auf die angrenzende Stadt, deren Name, der vorindogermanischen Ursprungs ist, „Hauptstadt“ bedeutet. 
Im Laufe des Mittelalters erfuhr es verschiedene Besitzerwechsel. Im Besitz der Markgrafen von Susa gelangte es dann an Bonifacio del Vasto und seine Erben, die es dem Adelsgeschlecht Alfieri von Asti übergaben. Anschließend gehörte es den Markgrafen von Saluzzo und anderen mächtigen Familien der Gegend. Ausgestattet mit einer natürlichen kaufmännischen Berufung erhielt es zu Beginn des 17. Jahrhunderts von Carlo Emanuele von Savoyen die Anerkennung des Rechts, einen Wochenmarkt abzuhalten. Es war in die zahlreichen Kriege verwickelt, die in der Gegend tobten, und wurde während der napoleonischen Besatzungszeit dem französischen Reich angegliedert. Nach dem Wiener Kongress kehrte es unter die Herrschaft der Savoyer zurück und beteiligte sich dann an den Risorgimento-Aufständen und neueren nationalen und internationalen Ereignissen. 

## Sehenswürdigkeiten
- Die Pfarrkirche Santi Gallo und Nicola
- Der zwölfeckige Turm, der einzige Überrest der alten Burg.
- Das Rathaus, geschmückt mit eindrucksvollen Säulengängen.
- Das Heiligtum der Madonna Assunta del Castellero, das eine wertvolle Holzstatue beherbergt, die der Madonna gewidmet ist.

## Söhne und Töchter der Gemeinde
- Diego Rosa (* 1989), italienischer Radrennfahrer